# Kærup (Benløse Sogn)
 For alternative betydninger, se Kærup. (Se også artikler, som begynder med Kærup)
Kærup er en herregård i Benløse Sogn i Ringsted Kommune, ca. 2,5 km nordøst for Ringsted. Gården nævnes første gang i 1480, da en mand ved navn Bo Jenssen til Kærup omtales i et tingsvidne. Den nuværende hovedbygning er opført i 1841-1842. Der er i dag kun 10 hektar tilbage af Kærup Gods.

## Ejere af Kærup
- (1480-1504) Bo Jenssen
- (1504-1536) Ringsted Kloster
- (1536-1664) Kronen
- (1664-1680) Niels Olufsen
- (1680-1690) Laurids Sørensen
- (1690-1718) Jens Sørensen Rachlow
- (1718-1720) Kronen
- (1720-1724) Christian Carl Frederiksen Gabel
- (1724-1731) Jørgen Langfelt
- (1731-1741) Krigshospitalskassen
- (1741-1772) Peter Johansen Neergaard
- (1772-1793) Johan Thomas de Neergaard
- (1793-1804) Peter Johansen de Neergaard (sønnesøn til Peter Johansen Neergaard)
- (1804-1812) Jørgen Pedersen Qvistgaard
- (1812-1825) Lorentz Fisker / Frederik V. Schlegel
- (1825-1827) Magnus Joachim greve Scheel-Plessen
- (1827-1869) Gustav Grüner
- (1869-1890) Georg Johan Røebye Grüner
- (1890-1906) P.C. Howden-Rønnenkamp
- (1906-1913) Gustav Elias Grüner
- (1913-1915) Christian Møller
- (1915-1923) Niels Svendsen
- (1923-1926) Enkefru Svendsen
- (1926-1931) Carl Boisen Thøgersen nr1
- (1931-1989) Carl Boisen Thøgersen nr2
- (1989-2006) Kærup Gods A/S
- (2006-) Kærup Erhvervspark A/S

|  | Denne artikel om en bygning eller et bygningsværk kan blive bedre, hvis der indsættes et (bedre) billede. Du kan hjælpe ved at afsøge Wikimedia Commons for et passende billede eller lægge et op på Wikimedia Commons med en af de tilladte licenser og indsætte det i artiklen. |

55°27′35″N 11°49′22″Ø / 55.45972°N 11.82278°Ø